# Martin Belluš
Martin Belluš (ur. 2 grudnia 1991 w Nowej Wsi Spiskiej) – słowacki hokeista.

## Kariera
- HK Spiska Nowa Wieś U18 (2008-2009)
- HK Spiska Nowa Wieś U20 (2009-2011)
- HK Spišská Nová Ves (2011-2011)
- Tatranskí Vlci (2011-2012)
- HK Spiska Nowa Wieś (2012-2013)
- KH Sanok (2013)
- HK Poprad (2013-2014)
- Jertys Pawłodar (2014-2015)
- ŠHK 37 Piešťany (2015-2016)
- Indy Fuel (2016)
- HC 05 Banská Bystrica (2016-2017)
- HC 07 Detva (2018)
- HC 05 Banská Bystrica (2018)
- HK Poprad (2018-2019)
- HC Košice (2019-2021)
- Slovan Bratysława (2021-2022)
- HK Dukla Trenczyn (2022-)

Wychowanek klubu HK Spiska Nowa Wieś. W barwach drużyny słowackiej występował w rosyjskich rozgrywkach juniorskich MHL. Od końca stycznia 2013 zawodnik KH Sanok w polskiej lidze (wraz z nim do klubu przyszedł jego rodak Tomáš Méry). Od czerwca do listopada 2016 zawodnik amerykańskiej drużyny Indy Fuel w lidze ECHL. Od grudnia 2016 zawodnik HC 05 Bańska Bystrzyca. Na początku stycznia 2018 wypożyczony do HC 07 Detva. W czerwcu 2018 podpisał roczny kontrakt z HC 05 Banská Bystrica, a na początku października tego roku przeszedł do HK Poprad. W maju 2019 został graczem HC Košice. W sierpniu 2020 przedłużył kontrakt o rok. Od końca grudnia 2021 zawodnik. Od czerwca 2022 zawodnik Dukli Trenczyn.

## Sukcesy
Klubowe
- Złoty medal mistrzostw Kazachstanu: 2015 z Jertysem Pawłodar
- Złoty medal mistrzostw Słowacji: 2017 z HC 05 Banská Bystrica